# Операция «ХАОС»
Операция «ХАОС» (англ. Operation CHAOS или MHCHAOS) — проект ЦРУ по шпионажу, нацеленному на американских граждан, проводившийся с 1967 по 1974 год. Был учреждён президентом Линдоном Б. Джонсоном и расширен при президенте Ричарде Никсоне. Цель проекта заключалась в раскрытии возможного иностранного влияния на население Соединённых Штатов, а также в осуществлении выявления антивоенных и иных протестных настроений. Операция была начата под руководством директора Центральной разведки (DCI) Ричарда Хелмса начальником контрразведки Джеймсом Хесусом Энглтоном и возглавлялась Ричардом Обером. Обозначение «MH» в английской версии означает, что программа имела глобальную зону действия (MH — Специальный криптоним ЦРУ, не имеющий точной расшифровки).

## История
ЦРУ было создано в результате принятия Закона о национальной безопасности 1947 года. Новоиспечённому агентству было поручено собирать, коррелировать и оценивать разведывательные данные. Исполнительный указ 12333 от 1981 г. добавил некоторые запреты, относящиеся к деятельности ЦРУ. В 1959 году Агентство начало внутреннюю (Организованную исключительно на территории США) вербовку кубинских эмигрантов, которых можно было бы использовать в Операции «Мангуст» и против революционера Фиделя Кастро. В 1964 году ЦРУ сформировало Отдел внутренних операций. В 1965 году президент Линдон Джонсон потребовал, чтобы Агентство Центрального Разведывательного Управления начало осуществлять собственный контроль за инакомыслием граждан США — независимо от действующей программы ФБР COINTELPRO.
Центральное Разведывательное Управление разработало многочисленные операции, направленные на выявление диссидентов в США, например:
- HTLINGUAL — Программа включала изучение корреспонденции, присланной частным лицам или американским организациям с территории СССР и Китая. Ответы на пришедшие письма также подвергались анализу.
- Проект MERRIMAC — заключался в проникновении во внутренние антивоенные и радикальные организации, которые, как предполагалось, представляли существенную угрозу безопасности собственности и персонала ЦРУ.
- Проект RESISTANCE — в рамках этой программы агенты ЦРУ сотрудничали с администраторами колледжей, службой безопасности кампуса и местной полицией для выявления антивоенных активистов и политических диссидентов непосредственно, без тайного проникновения в их круги общения.

## Масштаб операций
Когда в 1969 году к власти пришел президент Ричард Никсон, вся существующая внутренняя слежка была объединена в единую операцию «ХАОС». В пределах данной операции были впервые использованы станции ЦРУ, располагавшиеся за границей, для контролирования антивоенной деятельности граждан Соединённых Штатов, покинувших страну. Вскоре штат операций по слежке был расширен до 60 офицеров. В 1969 году, после расширения, операция начала развивать свою собственную сеть осведомителей с целью проникновения в различные иностранные антивоенные группы, которые могли иметь связи с группами, расположенными на территории США. В конце концов, офицеры ЦРУ расширили программу, став вести наблюдение не только за антивоенными активистами, но и за приверженцами левой идеологии или группами, действующими, например, в интересах женского освободительного движения. Шпионаж операции «ХАОС» также был нацелен на посольство Израиля и местные еврейские сообщества; в особенности под наблюдение попадал Бней Брит и его члены. Чтобы собрать информацию об израильском посольстве и участниках Бней-Брита, ЦРУ организовало компанию по проверке мусорных баков, стоящих рядом с нужными зданиями, в которые выбрасывались различные документы.
В течение операции «ХАОС» ЦРУ собрало данные об 7 200 американцах, состоящих в определённых организациях, и 300 000 гражданских лицах в целом. Также была архивирована информация примерно о 1000 различных обществах.

## Выводы
Цель программ состояла в том, чтобы собрать отчёты о «незаконных и разрушительных» связях между гражданами США, имеющими протестные настроения, и «иностранными элементами», которые (связи) «могут варьироваться от случайных непродолжительных контактов, основанных просто на взаимном интересе, до образования каналов, долговременно и основательно влияющих на мнение американцев».
15 ноября 1967 года Ричард Хелмс (DCI) сообщил президенту Джонсону, что ЦРУ не обнаружило «никаких доказательств контактов между наиболее видными лидерами движения за мир и иностранными посольствами в США или за рубежом». Хелмс повторил эту оценку в 1969 году. Всего было составлено 6 отчётов для Белого дома и 34 для чиновников, работающих в Кабинете министров.

## Американская общественность узнаёт о программе
На фоне шумихи вокруг Уотергейтского скандала с участием двух бывших офицеров ЦРУ операция «ХАОС» была закрыта в 1973 году. Секретную программу раскрыл журналист-расследователь Сеймур Херш в статье The New York Times 1974 года, озаглавленной «Получено сообщение об огромной операции ЦРУ, проводимой против антивоенных сил и других диссидентов, организованной в годы президенствования Никсона». Дальнейшие подробности были раскрыты в 1975 году во время заседания подкомитета Палаты представителей Беллы Абзуг по правительственной информации и правам личности. Правительство, благодаря разоблачениям, почувствовало достаточное давление, и создало в итоге Комиссию по деятельности ЦРУ в Соединённых Штатах (Комиссия Рокфеллера) во главе с тогдашним вице-президентом Нельсоном Рокфеллером. Ричард Чейни, в то время заместитель главы администрации Белого дома, заявил, что Комиссия Рокфеллера должна была избегать «… усилий Конгресса по дальнейшему посягательству на исполнительную власть».